# Tulkalampi
Tulkalampi är en sjö i Finland. Den ligger i kommunen Rovaniemi i landskapet Lappland, i den norra delen av landet, 700 km norr om huvudstaden Helsingfors. Tulkalampi ligger 190,8 meter över havet. Arean är 27,9 hektar och strandlinjen är 2,53 kilometer lång. Sjön  ingår i Kemi älvs huvudavrinningsområde. 